# ياسمين عاري الأزهار
ياسمين عاري الأزهار (الاسم العلمي:Jasminum nudiflorum) نوع نباتي يتبع جنس الياسمين من الفصيلة الزيتونية.

## موطنها
يتواجد الياسمين عاري الأزهار الصين ( قانسو ، شنشي ، سيتشوان ،التبت، يونان ).